# Mòdul logístic multipropòsit Raffaello

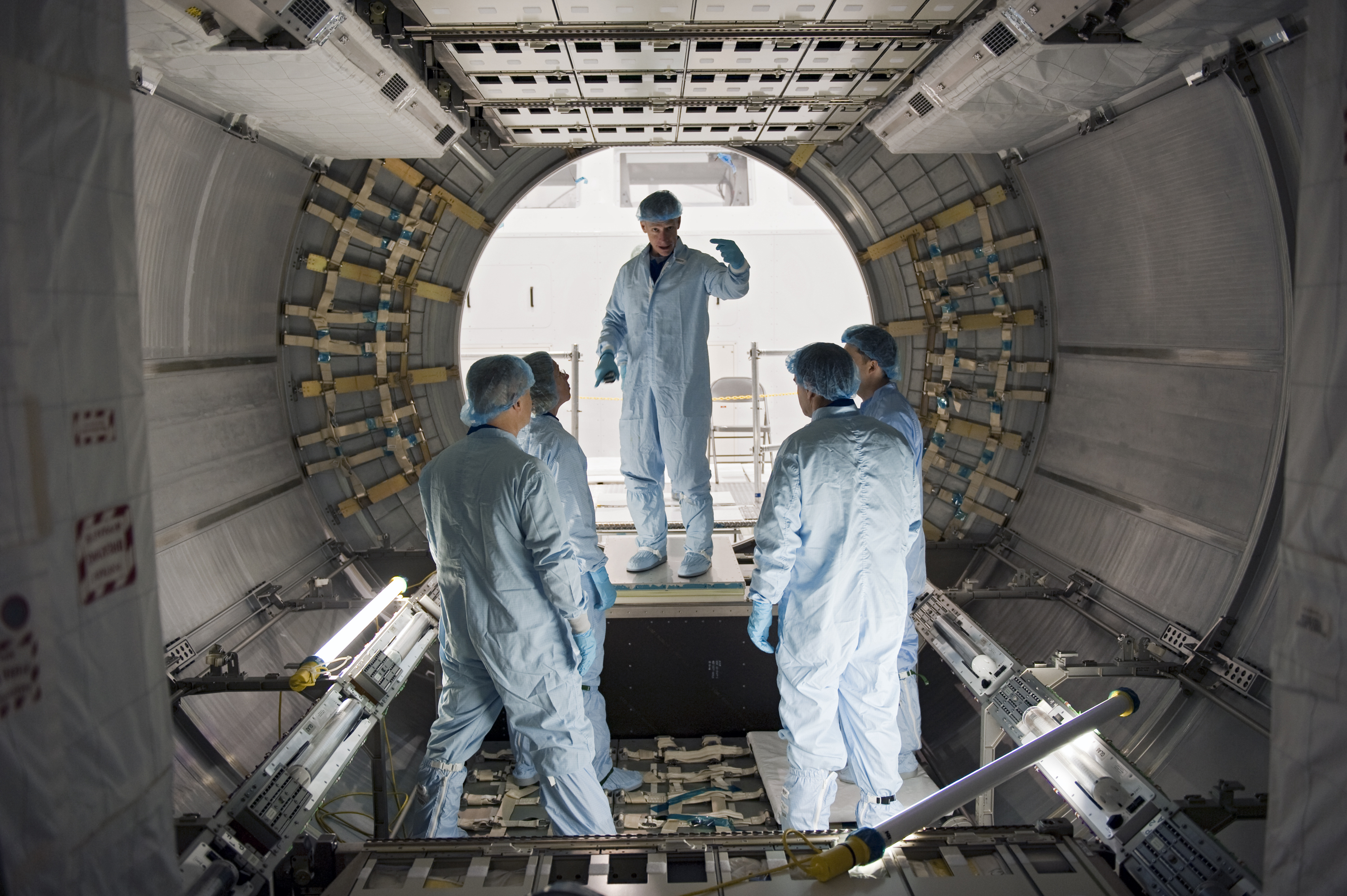
La tripulació de la missió STS-135 inspecciona el Raffaello.

El mòdul logístic multipropòsit Raffaello, també conegut com a MPLM-2, és un dels tres mòduls logístics multipropòsit utilitzats per la NASA per transportar provisions i equipaments a i des de l'Estació Espacial Internacional. El Raffaello fou utilitzat en quatre dels dotze vols MPLM a l'estació espacial, mentre que el Leonardo fou utilitzat en la resta de vols. Fou llançat per primera vegada el 19 d'abril del 2001, en la missió STS-100, del transbordador espacial Endeavour. Fou llançat per quarta i última vegada en la missió STS-135 (l'última del programa del transbordador espacial), a bord del transbordador espacial Atlantis.
Igual que la resta de mòduls logístics multipropòsit, el Raffaello fou fabricat per l'Agència Espacial Italiana, que el batejà en honor del pintor i arquitecte Raffaello Sanzio. El mòdul fou fabricat al final de la dècada dels 1990 i lliurat al Centre Espacial Kennedy de la NASA a l'agost del 1999.

## Vols
| Missió  | Orbitador | Llançament (UTC)                | Aterratge (UTC)                  | Observacions |
| ------- | --------- | ------------------------------- | -------------------------------- | ------------ |
| STS-100 | Endeavour | 19 d'abril del 2001 18:40:42    | 1 de maig del 2001 16:11:56      |              |
| STS-108 | Endeavour | 5 de desembre del 2001 22:19:28 | 17 de desembre del 2001 17:56:13 |              |
| STS-114 | Discovery | 26 de juliol del 2005 14:39:00  | 9 d'agost del 2005 12:11:22      |              |
| STS-135 | Atlantis  | 8 de juliol del 2011            |                                  |              |